# Eurybia juturna
Espèce
Eurybia juturna est une espèce de lépidoptères (papillons) de la famille des Riodinidae et du genre Eurybia.

## Dénomination
Eurybia juturna a été décrit par Cajetan Freiherr von Felder et Rudolf Felder en 1865.
Synonyme : Eurybia turna Dognin, 1891.

## Description
Eurybia juturna est de taille moyenne avec une envergure variant de 39 mm à 54 mm, les mâles étant plus petits que les femelles. Le dessus est de couleur marron avec aux antérieures un gros ocelle noir cerclé d'orange et une ligne submarginale de discrets ocelles foncés ; les postérieures sont bordées d'une large bande orange ornée d'une ligne submarginale d'ocelles foncés doublée d'une seconde ligne d'ocelles en limite de bande orange et cerclés d'orange.
Le revers est plus clair avec la même ornementation et un petit ocelle foncé cerclé d'orange au centre de l'aile postérieure.

## Écologie et distribution
Eurybia juturna est présent dans le Nord de l'Amérique du Sud, en Guyane, au Surinam, au Guyana, en Bolivie, en Équateur et au Pérou.

### Protection
Pas de statut de protection particulier.